# 山本佳子
山本 佳子（やまもと よしこ、1970年6月6日 - ）は、日本の元女子陸上競技・マラソン選手。元日本女子マラソン最高記録保持者。本名、本田 佳子（ほんだ よしこ）。兵庫県神戸市出身。夫は、元マラソン選手で現・センコー株式会社・女子陸上競技部の監督本田大造で、現在2児の母。

## 経歴
中学生から本格的に陸上競技を始める。当時、父親から毎日10kmのロードワークを課せられており、滝川第二高校進学後は学校と自宅の間の約16 - 17kmをほぼ毎日走って帰宅していた（夏休みには練習に登校する際も走っていた）。
高校3年生の1988年、全国高等学校総合体育大会陸上競技大会の近畿予選に3000mで出場するも敗退し、ショックから胃潰瘍を発症、その治療薬の副作用で今度は貧血にかかり、秋の京都国体でも予選落ちしてしまう。高校生活最後の年が「全部ダメになった」という印象から、父の強い勧めもあり、1989年1月の大阪国際女子マラソンへの出場を決めた。本番では9位、日本人2位でゴール。この大会から創設されたフレッシュランナーズカップ賞を受賞した。ゴールタイムの2時間38分10秒は高校生としては増田明美に次ぐ歴代2位の記録であった（現在は同マラソン大会で高校生の出場は不可）。高校卒業後、かつて中山竹通や山口衛里らも所属していたダイエー陸上部に進んだ。2年目からは父親がダイエーのコーチに就任して指導に当たるようになった。
1992年の大阪国際女子マラソンから1993年のアムステルダムマラソンまで、出場した5大会連続のマラソン大会で、2時間30分未満のゴールタイムを突破した。なお連続5回以上は、当時ロザ・モタ（ポルトガル）、イングリット・クリスチャンセン（ノルウェー）以来世界女子でも当時3人目の快挙だった。特に1992年のボストンマラソンで記録した2時間26分26秒は、当時の日本女子最高タイ記録（小鴨由水と同タイム）である。
このように安定した成績をあげていたが、1995年の阪神・淡路大震災は、神戸市に生まれ、神戸を本拠地とするダイエー陸上部に所属していた彼女の競技生活に大きな影響を及ぼした。ノーリツ陸上部に移籍し、オリンピックを目指すも足底筋膜炎にも悩まされ、1996年アトランタオリンピックの選考レースへも出場できなかった。バルセロナオリンピックの代表選考レースだった1992年の大阪国際女子マラソンでは、小鴨由水や松野明美に後れをとって選に漏れており、結局オリンピック代表入りは果たせなかった。
1997年に所属をムーンバットに変更。名古屋国際女子マラソンからわずか1年の間に、5回もフルマラソンを出走するという計画の下、選手生活を燃え尽くす決意をしたという。そして1998年の大阪国際女子マラソンの完走を最後に、27歳で現役引退となった。引退後は、講演・レース解説・ゲストランナー・ランニングアドバイザー等で活動中である。

## 主な記録（マラソンのみ）
- 1989年1月 大阪国際女子マラソン 9位 2時間38分10秒（日本人2位）
- 1990年1月 大阪国際女子マラソン 43位 2時間52分15秒
- 1990年5月 パリマラソン 優勝 2時間35分11秒
- 1991年8月 北海道マラソン 3位 2時間36分22秒
- 1992年1月 大阪国際女子マラソン 4位 2時間27分58秒
  - （1位の小鴨由水、2位の松野明美とともに当時の日本女子最高記録）
- 1992年4月 ボストンマラソン 2位 2時間26分26秒
  - （当時小鴨と並ぶ日本女子最高タイ記録）
- 1992年11月 ニューヨークシティマラソン 3位 2時間29分58秒
- 1993年1月 大阪国際女子マラソン 3位 2時間29分41秒
- 1993年9月 アムステルダムマラソン 優勝 2時間29分12秒
- 1995年4月 ボストンマラソン 6位 2時間31分39秒
- 1996年12月 ホノルルマラソン 7位 2時間47分22秒
- 1997年3月 名古屋国際女子マラソン 62位 3時間01分30秒
- 1997年4月 ボストンマラソン 22位 2時間45分33秒
- 1997年10月 シカゴマラソン 5位 2時間33分55秒
- 1997年11月 東京国際女子マラソン 24位 2時間43分29秒
- 1998年1月 大阪国際女子マラソン 29位 2時間43分57秒（現役最後のレース）
- 1998年3月 マウイマラソン 3位 2時間56分49秒

## 著作
- 『マタニティ・ウォーキング安産BOOK』（現代書館、2009年7月）